# Liste der Länderspiele der kiribatischen Fußballauswahl

Logo des Fußballverbandes von Kiribati (KIFA)

Die Liste der Länderspiele der kiribatischen Fußballauswahl enthält alle Länderspiele der kiribatischen Fußballauswahl der Männer. Bisher wurden 11 Länderspiele ausgetragen, die jedoch alle von der FIFA nicht anerkannt werden, da Kiribati kein FIFA-Mitglied ist.

## Länderspielübersicht
Legende
- Erg. = Ergebnis
- n. V. = nach Verlängerung
- i. E. = im Elfmeterschießen
- abg. = Spielabbruch
- H = Heimspiel
- A = Auswärtsspiel
- * = Spiel auf neutralem Platz
- Hintergrundfarbe grün = Sieg
- Hintergrundfarbe gelb = Unentschieden
- Hintergrundfarbe rot = Niederlage

| Nr.                       | Datum      | Erg.           | Gegner          |   | Austragungsort                     | Anlass                | Bemerkung 1                                                                                                  |
| ------------------------- | ---------- | -------------- | --------------- | - | ---------------------------------- | --------------------- | --- |
| 1                         | 30.08.1979 | 0:24           | Fidschi         | A | Nausori (FIJ), Ratu Cakobau Park 2 | Südpazifikspiele 1979 | Erstes Auswärtsspiel Erste Niederlage Höchste Niederlage Erstes Länderspiel Erstes Länderspiel gegen Fidschi |
| 2                         | 31.08.1979 | 0:13           | Papua-Neuguinea | * | Suva (FIJ), Bidesi Park 2          | Südpazifikspiele 1979 | Erstes Spiel auf neutralem Platz Erstes Länderspiel gegen Papua-Neuguinea                                    |
| 3                         | 05.09.1979 | 3:3, 2:4 i. E. | Tuvalu          | * | Nausori (FIJ), Ratu Cakobau Park 2 | Südpazifikspiele 1979 | Erstes Unentschieden Erstes Länderspiel gegen Tuvalu                                                         |
| 4                         | 30.06.2003 | 2:3            | Tuvalu          | * | Suva (FIJ), National Stadium       | Südpazifikspiele 2003 | |
| 5                         | 03.07.2003 | 0:7            | Salomonen       | * | Suva (FIJ), National Stadium       | Südpazifikspiele 2003 | Erstes Länderspiel gegen die Salomonen                                                                       |
| 6                         | 05.07.2003 | 0:12           | Fidschi         | A | Nausori (FIJ), Ratu Cakobau Park   | Südpazifikspiele 2003 | |
| 7                         | 07.07.2003 | 0:18           | Vanuatu         | * | Lautoka (FIJ), Churchill Park      | Südpazifikspiele 2003 | Erstes Länderspiel gegen Vanuatu                                                                             |
| 8                         | 30.08.2011 | 0:9            | Fidschi         | * | Boulari (NCL), Stade Boewa         | Pazifikspiele 2011    | |
| 9                         | 01.09.2011 | 0:3            | Cookinseln      | * | Boulari (NCL), Stade Boewa         | Pazifikspiele 2011    | Erstes Länderspiel gegen die Cookinseln                                                                      |
| 10                        | 03.09.2011 | 1:17           | Papua-Neuguinea | * | Boulari (NCL), Stade Boewa         | Pazifikspiele 2011    | |
| 11                        | 05.09.2011 | 1:17           | Tahiti          | * | Boulari (NCL), Stade Boewa         | Pazifikspiele 2011    | Erstes Länderspiel gegen Tahiti                                                                              |
| Stand: 28. September 2017 |            |                |                 |   |                                    |                       | |

## Statistik
Legende
- Sp. = Spiele
- Sg. = Siege
- Uts. = Unentschieden
- Ndl. = Niederlagen
- Hintergrundfarbe grün = positive Bilanz
- Hintergrundfarbe gelb = ausgeglichene Bilanz
- Hintergrundfarbe rot = negative Bilanz

### Gegner
| Land            | Kontinentalverband | Sp. | Sg. | Uts. | Ndl. | Torverhältnis |
| --------------- | ------------------ | --- | --- | ---- | ---- | ------------- |
| Cookinseln      | OFC                | 1   | 0   | 0    | 1    | 00:3          |
| Fidschi         | OFC                | 3   | 0   | 0    | 3    | 00:45         |
| Papua-Neuguinea | OFC                | 2   | 0   | 0    | 2    | 01:30         |
| Salomonen       | OFC                | 1   | 0   | 0    | 1    | 00:7          |
| Tahiti          | OFC                | 1   | 0   | 0    | 1    | 01:17         |
| Tuvalu          | OFC                | 2   | 0   | 1    | 1    | 05:6          |
| Vanuatu         | OFC                | 1   | 0   | 0    | 1    | 00:18         |
| Gesamt          | Gesamt             | 11  | 0   | 1    | 10   | 07:126        |

### Kontinentalverbände
| Kontinentalverband                 | Sp. | Sg. | Uts. | Ndl. | Torverhältnis |
| ---------------------------------- | --- | --- | ---- | ---- | ------------- |
| AFC (Asien)                        | 0   | 0   | 0    | 0    | 00:0          |
| CAF (Afrika)                       | 0   | 0   | 0    | 0    | 00:0          |
| CONCACAF (Nord- und Mittelamerika) | 0   | 0   | 0    | 0    | 00:0          |
| CONMEBOL (Südamerika)              | 0   | 0   | 0    | 0    | 00:0          |
| OFC (Ozeanien)                     | 11  | 0   | 1    | 10   | 07:126        |
| UEFA (Europa)                      | 0   | 0   | 0    | 0    | 00:0          |
| Gesamt                             | 11  | 0   | 1    | 10   | 07:126        |

### Anlässe
| Anlass           | Sp. | Sg. | Uts. | Ndl. | Torverhältnis |
| ---------------- | --- | --- | ---- | ---- | ------------- |
| Südpazifikspiele | 7   | 0   | 1    | 6    | 05:80         |
| Pazifikspiele    | 4   | 0   | 0    | 4    | 02:46         |
| Gesamt           | 11  | 0   | 1    | 10   | 07:126        |

### Spielarten
| Spielart                       | Sp. | Sg. | Uts. | Ndl. | Torverhältnis |
| ------------------------------ | --- | --- | ---- | ---- | ------------- |
| Heimspiele (H)                 | 0   | 0   | 0    | 0    | 00:0          |
| Spiele auf neutralem Platz (*) | 9   | 0   | 1    | 8    | 07:90         |
| Auswärtsspiele (A)             | 2   | 0   | 0    | 2    | 00:36         |
| Gesamt                         | 11  | 0   | 1    | 10   | 07:126        |

### Austragungsorte
| Austragungsort | Land          | Sp. | Sg. | Uts. | Ndl. | Torverhältnis |
| -------------- | ------------- | --- | --- | ---- | ---- | ------------- |
| Boulari        | Neukaledonien | 4   | 0   | 0    | 4    | 02:46         |
| Lautoka        | Fidschi       | 1   | 0   | 0    | 1    | 00:18         |
| Nausori        | Fidschi       | 3   | 0   | 1    | 2    | 03:39         |
| Suva           | Fidschi       | 3   | 0   | 0    | 3    | 02:23         |
| Gesamt         | Gesamt        | 11  | 0   | 1    | 10   | 07:126        |